# Philmont
Philmont – wieś w Stanach Zjednoczonych, w stanie Nowy Jork, w hrabstwie Columbia.